# Quinto Elemento
Quinto Elemento es el décimo álbum de estudio del grupo español de heavy metal Tierra Santa. El álbum ha sido grabado en los estudios Sonido XXI por Javier San Martín y masterizado por el estudio Crossfade Mastering de Enrique Soriano. El 27 de septiembre de 2017 fue publicado su primer sencillo llamado "Caín". 

## Lista de canciones
1. Quinto elemento - 4:39
2. Caín - 4:07
3. Donde moran los malditos (guitarra, Eduardo Zamora) - 4:18
4. Lodo - 4:39
5. Revolución - 3:27
6. Hombres sin tierra (percusión, Dámaso Escauriaza ) - 4:11
7. Moby Dick - 4:39
8. Entre el bien y el mal - 4:30
9. Fuego en el paraíso (guitarra, Eduardo Zamora) - 4:29
10. De la calle al cielo (guitarra y arreglos, Juan Zagalaz, Alhándal (banda)) - 3:22

## Formación
- Ángel San Juan: Voz y guitarra
- Roberto Gonzalo: Bajo y coros
- David Carrica: Batería
- Juanan San Martín: Teclados
- Dan Diez : Guitarra